# Meg Whitman
Margaret Cushing "Meg" Whitman (Cold Spring Harbor, 4 de agosto de 1956) es una empresaria, alta ejecutiva, activista política, filántropa y diplomática estadounidense. Es la CEO de Quibi y miembro de los directorios de Procter & Gamble y Dropbox. Whitman previamente se desempeñó como presidenta y CEO de Hewlett Packard Enterprise. Whitman fue miembro principal de las dos campañas presidenciales de Mitt Romney en 2008 y 2012 y postuló para gobernadora de California como republicana en 2010, pero respaldó a los demócratas Hillary Clinton en 2016 y Joe Biden en 2020.
Oriunda de Cold Spring Harbor, una aldea de Huntington, Nueva York, Whitman se graduó de la Universidad de Princeton y de la Harvard Business School. Whitman se desempeñó como ejecutiva en The Walt Disney Company, donde fue vicepresidenta de Planificación Estratégica durante la década de 1980. En la década de 1990, se desempeñó como ejecutiva de DreamWorks, Procter & Gamble y Hasbro.
Whitman se desempeñó como presidenta y directora ejecutiva de eBay, de 1998 a 2008. Durante los 10 años que Whitman estuvo en la compañía, supervisó su expansión de 30 empleados y $4 millones en ingresos anuales, a más de 15 000 empleados y $8 mil millones en ingresos anuales. En 2014, Whitman fue ubicada en la posición 20 dentro de la lista Forbes de las 100 mujeres más poderosas del mundo.
En 2008, The New York Times mencionó a Whitman como una de las mujeres con más probabilidades de convertirse en la primera mujer presidenta de los Estados Unidos. En febrero de 2009, Whitman anunció su candidatura para gobernadora de California, convirtiéndose en la tercera mujer en un período de 20 años en postularse para el cargo. Whitman ganó las primarias republicanas en junio de 2010. Como la quinta mujer más rica de California con un patrimonio neto de $1,3 mil millones en 2010, gastó de su propio dinero en la carrera electoral más que lo gastado por cualquier otro candidato político en una sola elección en la historia de Estados Unidos, invirtiendo $144 millones de su propia fortuna y $178,5 millones en total, incluyendo el dinero de los donantes. Whitman fue derrotada por el exgobernador demócrata Jerry Brown en las elecciones gubernativas de California de 2010 en un 54% a 41%.

## Primeros años y educación
Whitman nació en Cold Spring Harbor, Nueva York, hija de Margaret Cushing (de soltera Goodhue) y Hendricks Hallett Whitman, Jr. Su tatarabuelo patrilineal, Elnathan Whitman, fue miembro de la Asamblea Provincial de Nueva Escocia. A través de su padre, Whitman también es tataranieta del senador estadounidense Charles B. Farwell, de Illinois. Por parte de su madre, es bisnieta del historiador y jurista Munroe Smith y tataranieta del general Henry S. Huidekoper. Su abuela paterna, nacida Adelaide Chatfield-Taylor, fue hija del escritor Hobart Chatfield-Taylor y de su esposa Rose Farwell Chatfield-Taylor, y hermana del economista Wayne Chatfield-Taylor.
Whitman asistió a la Escuela Secundaria Cold Spring Harbor en Cold Spring Harbor, Nueva York, y se graduó después de tres años en 1974. En sus memorias, afirma que estaba en el 10% superior de su clase. Quería ser doctora, por lo que estudió matemáticas y ciencias en la Universidad de Princeton. Sin embargo, después de pasar un verano vendiendo anuncios para la revista Business Today, se pasó al estudio de la economía. Se graduó con una licenciatura en economía con honores de la Universidad de Princeton en 1977 después de completar una tesis de último año de 83 páginas titulada "La comercialización de productos de consumo estadounidenses en Europa occidental". Luego, Whitman obtuvo una maestría en administración de empresas (MBA) de Harvard Business School en 1979.
Whitman está casada con Griffith Harsh IV, presidente de neurocirugía en la Universidad de California en Davis, anteriormente en el Centro Médico de la Universidad de Stanford. Ellos tienen dos hijos. Ha vivido en Atherton, California, desde marzo de 1998. Whitman College, una universidad residencial completada en 2007 en la Universidad de Princeton, recibió el nombre de Meg Whitman luego de su donación de $ 30 millones.

## Carrera

### Inicios
Whitman inició su vida laboral en Procter & Gamble en 1979 y hasta 1981, donde se desempeñó como Gerente de Marca. Posteriormente trabajó durante ocho años en la firma de consultoría Bain and Company, llegando a la posición de vicepresidenta.
En el periodo comprendido entre 1989 y 1992, Whitman trabajó en Walt Disney Company, donde se desempeñó como Vicepresidenta Sénior de marketing para la división de productos de consumo.
De 1995 a 1997, Whitman fue Presidenta y CEO de Florists Transworld Delivery (FTD), posición que dejó para convertirse en la Gerente general de la división de preescolar de Hasbro Inc.

### eBay
Ha sido presidenta y CEO de la tienda en Internet eBay desde marzo de 1998. Ella se unió a eBay cuando la compañía tenía 30 empleados y solo operaba en los Estados Unidos. En la actualidad eBay es una organización global con más de 9000 empleados.
Adicionalmente a la gerencia de eBay, ella pertenece a la Junta directiva de Procter & Gamble y DreamWorks SKG. De acuerdo a Forbes Magazine, la fortuna de Whitman se estimaba en más de $1,5 billones de dólares para el 2005.
En el 2005, fue entrevistada por la Junta directiva de Disney para suceder a Michael Eisner como CEO, nominación que luego de una semana rechazó, obligando a la selección de Robert Iger.

### Hewlett-Packard
En enero del 2011 se unió a la Junta directiva de Hewlett Packard y el 22 de septiembre del mismo año fue nombrada directora general sucediendo a Leo Apotheker 11 meses después de su nombramiento.
Whitman decidió la división del negocio de HP creando dos nuevas empresas, HPInc. centrada en el negocio de las impresoras y ordenadores personales y presidida por Dion Weisler y HP Enterprise (HPE) de la que Whitman es además consejera delegada dedicada a sistemas y servicios para empresas, software, gestión y servicios de almacenamiento virtual.
En noviembre de 2015 dio el campanazo de salida de HPE en Wall Street culminando su proyecto.

## Carrera política

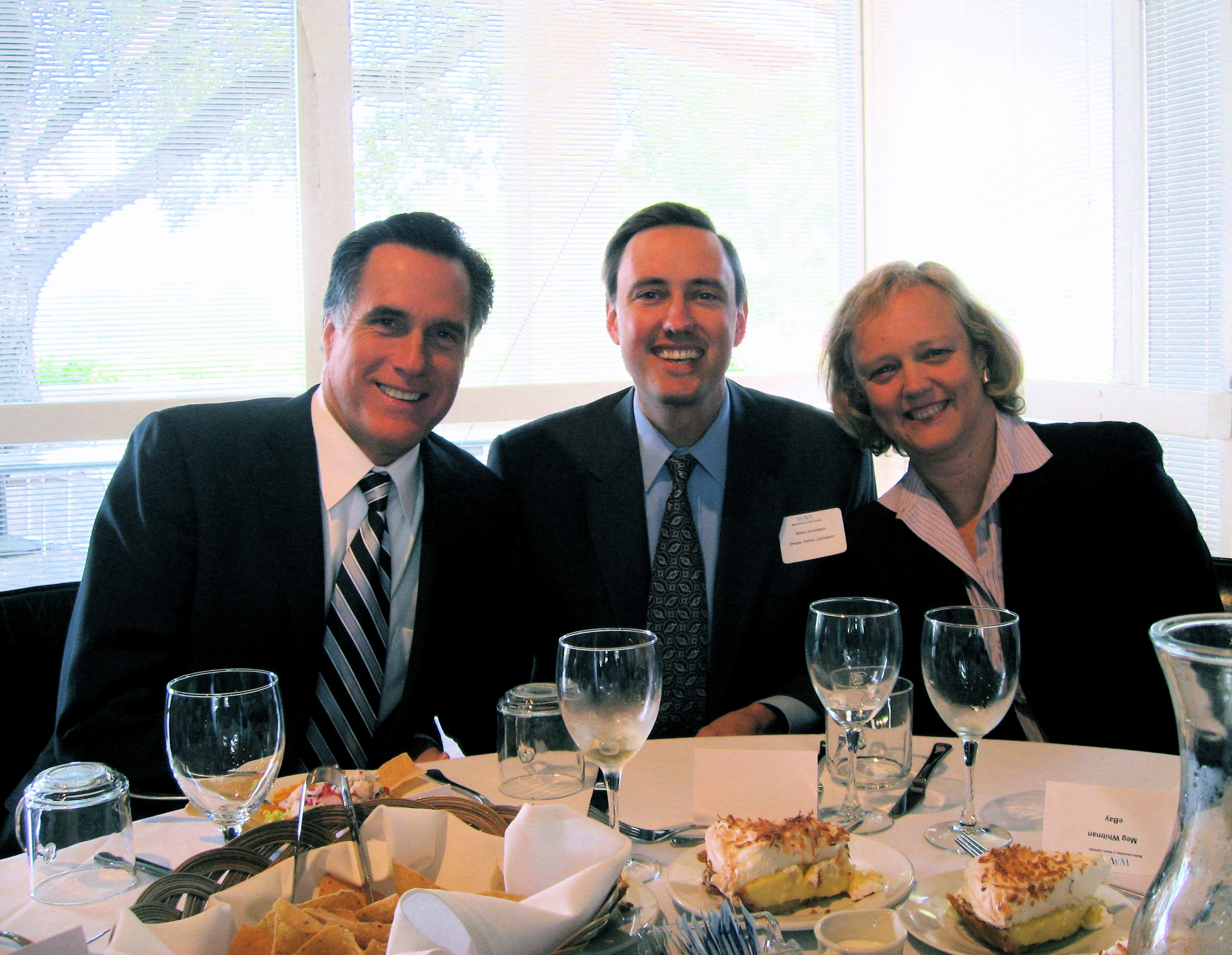
Whitman con el entonces gobernador Mitt Romney en 2007

### Respaldos y recaudación de fondos a campañas presidenciales
Whitman fue partidaria de la campaña presidencial del exgobernador de Massachusetts Mitt Romney en 2008 y estuvo en su equipo nacional de finanzas. También fue incluida como copresidenta financiera del comité exploratorio de Romney. Después de que Romney se retirara de la carrera y apoyara a John McCain, Whitman se unió a la campaña presidencial de McCain como copresidenta nacional. McCain mencionó a Whitman como posible secretaria del Tesoro durante el segundo debate presidencial en 2008, pero perdió la elección ante Barack Obama.
Durante las primarias republicanas de 2012, Whitman respaldó a Mitt Romney, quien la elogió. El nombre de Whitman fue mencionado como una posible miembro del gabinete en una futura administración Romney antes de perder ante Obama.
Durante las primarias republicanas de 2016, Whitman fue copresidenta financiera de la campaña presidencial de Chris Christie. Después de que Christie se retirara de la carrera y posteriormente respaldara a Donald Trump, Whitman lo criticó como "una asombrosa demostración de oportunismo político" y pidió a otros donantes de Christie que rechazaran a Trump, a quien comparó con Adolf Hitler y Benito Mussolini. En agosto, Whitman respaldó la campaña presidencial de la demócrata Hillary Clinton, afirmando que votar por Trump "solo por lealtad al partido sería respaldar una candidatura que creo que ha explotado la ira, el agravio, la xenofobia y la división racial". Sin embargo, reconociendo sus diferencias programáticas con Clinton, Whitman elogió su "temperamento, experiencia global y compromiso con los valores nacionales fundamentales de Estados Unidos". Hizo un llamado a todos los republicanos para que "antepongan al país antes que al partido" y agregó que apoyaría financieramente la campaña.
Whitman habló en la Convención Nacional Demócrata de 2020 en respaldo del candidato presidencial del partido, Joe Biden.

### Campaña a gobernadora de 2010
En 2010 intentó dar el salto a la política y fue candidata republicana al puesto de Gobernador del Estado de California, pero perdió las elecciones contra Jerry Brown.